# Min fru har en fästman
Min fru har en fästman är en svensk komedifilm från 1926 i regi av Theodor Berthels. I huvudrollerna ses Jenny Hasselquist, Hugo Björne och Paul Seelig.

## Om filmen
Filmen hade premiär den 6 september 1926. Stockholmspremiären ägde rum på biograf Olympia vid Birger Jarlsgatan och Min fru har en fästman beskrevs som en kvick, rolig och elegant komedi. Den spelades in vid före detta Bonnierateljén på Kungsholmen i Stockholm av Adrian Bjurman. Filmen blev ett publikt fiasko och produktionsbolagen fick vidkännas avsevärda förluster. 

## Rollista
- Jenny Hasselquist – Hon
- Hugo Björne – Exemplaret
- Paul Seelig – Slarvern
- Thora Östberg – maskinskriverska
- Hans Hansell – springpojke
- Tyra Leijman-Uppström – kokerska
- Maj Mörk – jungfru